# Diane Garey
Diane K. Garey (* 31. August 1949) ist eine US-amerikanische Filmproduzentin und Filmeditorin sowie Filmregisseurin, die im Bereich des Dokumentarfilms tätig ist.
Seit 1978 arbeitet sie eng mit ihrem Ehemann Lawrence Hott zusammen. Die beiden sind Mitglieder von Florentine Films. 1981 gründeten sie mit Florentine Films/Hott Productions eine eigene Produktionsfirma. Sie sind vor allem für den Public Broadcasting Service tätig.
Garey ist auch für den Filmschnitt ihrer Produktionen zuständig. Zu ihren wichtigsten Veröffentlichungen gehören Niagara Falls: The Changing Nature of a New World Symbol (1985), Sentimental Women Need Not Apply; A History of the American Nurse (1988), Divided Highways (1997) und The Boyhood of John Muir (1998). Sie wurde mehrfach für ihre Filme ausgezeichnet.
Bei der Oscarverleihung 1992 wurden Garey und Hott für ihren Film Wild by Law für den Oscar in der Kategorie Bester Dokumentarfilm nominiert.

## Filmografie
- 1985: Niagara Falls: The Changing Nature of a New World Symbol
- 1988: Sentimental Women Need Not Apply
- 1988: A History of the American Nurse
- 1991: Wild by Law
- 1997: Divided Highways
- 1998: The Boyhood of John Muir
- 2006: Niagara Falls
- 2007: Through Deaf Eyes
- 2014: Frederick Law Olmsted: Designing America